# Hallettsville
Hallettsville ist die Bezirkshauptstadt und Sitz der Countyverwaltung (County Seat) des Lavaca Countys im US-Bundesstaat Texas in den Vereinigten Staaten. Das U.S. Census Bureau hat bei der Volkszählung 2020 eine Einwohnerzahl von 2.731 ermittelt.

## Geographie
Die 5,8 km² große Stadt liegt an der Zusammenführung des U.S. Highway 77 und des U.S. Highway 90A, 150 Kilometer östlich von Austin etwas nördlich des Countyzentrums im mittleren Südosten von Texas, ist im Südosten 130 Kilometer vom Golf von Mexiko entfernt.

## Geschichte
Benannt wurde der Ort nach John Hallett einem der ersten Siedler, der sich bereits 1831 hier niederließ und 1836 das Land für den Ort stiftete.

## Demographische Daten
Nach der Volkszählung im Jahr 2000 lebten hier 2345 Menschen in 1019 Haushalten. Die Bevölkerungsdichte betrug 406,0 Einwohner pro km². Ethnisch betrachtet setzte sich die Bevölkerung zusammen aus 77,10 % weißer Bevölkerung, 16,46 % Afroamerikanern, 0,17 % amerikanischen Ureinwohnern, 0,17 % Asiaten, 0,00 % Bewohnern aus dem pazifischen Inselraum und 4,48 % aus anderen ethnischen Gruppen. Etwa 1,62 % waren gemischter Abstammung und 11,17 % der Bevölkerung waren spanischer oder lateinamerikanischer Abstammung.
Von den 1019 Haushalten hatten 29,9 % Kinder unter 18 Jahre, die im Haushalt lebten. 44,0 % davon waren verheiratete, zusammenlebende Paare. 14,6 % waren allein erziehende Mütter und 38,4 % waren keine Familien. 35,6 % aller Haushalte waren Singlehaushalte und in 21,3 % lebten Menschen, die 65 Jahre oder älter waren. Die Durchschnittshaushaltsgröße betrug 2,29 und die durchschnittliche Größe einer Familie belief sich auf 3,00 Personen.
25,2 % der Bevölkerung waren unter 18 Jahre alt, 8,5 % von 18 bis 24, 23,4 % von 25 bis 44, 22,4 % von 45 bis 64, und 20,5 % die 65 Jahre oder älter waren. Das Durchschnittsalter war 40 Jahre. Auf 100 weibliche Personen aller Altersgruppen kamen 83,1 männliche Personen. Auf 100 Frauen im Alter von 18 Jahren und darüber kamen 78,3 Männer.
Das jährliche Durchschnittseinkommen eines Haushalts betrug 25.089 USD, das Durchschnittseinkommen einer Familie 38.080 USD. Männer hatten ein Durchschnittseinkommen von 31.250 USD gegenüber den Frauen mit 20.365 USD. Das Prokopfeinkommen betrug 14.811 USD. 17,4 % der Bevölkerung und 16,4 % der Familien lebten unterhalb der Armutsgrenze. Davon waren 21,0 % Kinder und Jugendliche unter 18 Jahren und 14,5 % waren 65 oder älter.

## Söhne und Töchter von Hallettsville
- Charles Victor Grahmann (1931–2018), US-amerikanischer Geistlicher, Bischof von Dallas
- Logan Ondrusek (* 1985), US-amerikanischer Major League Baseball-Spieler